# Гебіра (округ)
Гебіра (араб. معتمدية هبيرة) — округ в Тунісі. Входить до складу вілаєту Махдія. Центр округу — м. Гебіра. Станом на 2004 рік загальна чисельність населення становила 11057 осіб.